# Cupedora patruelis
Cupedora patruelis är en snäckart som först beskrevs av George French Angas 1864.  Cupedora patruelis ingår i släktet Cupedora och familjen Camaenidae. Inga underarter finns listade i Catalogue of Life.